# César Mendoza
Pour les articles homonymes, voir Mendoza.
César Leonidas Mendoza Durán (Santiago, 11 septembre 1918 – idem, 13 septembre 1996) était un militaire chilien, commandant en chef des Carabiniers et, de 1973 à 1985, un membre de la junte de gouvernement qui gouverna le Chili après le coup d'État du 11 septembre 1973. Il fut forcé à démissionner à la suite du Caso Degollados, désignant le meurtre de trois intellectuels communistes en mars 1985. Par ailleurs excellent cavalier, il obtint une médaille d'argent aux Jeux olympiques d'été de 1952 à Helsinki.

## Origines et vie privée
César Mendoza est né à Santiago. Il est le 11e et plus jeune fils de Atilio Mendoza Valdebenito, un enseignant qui fut le premier maire de La Cisterna, et de Amalia Durán, une pianiste. 
Après ses études à l'institut national, il effectue son service militaire en 1938 et en 1940 entre à l'école des carabiniers, obtenant le grade sous-lieutenant en 1941. 
Marié en 1948, il a deux enfants.

## Carrière sportive
Excellent cavalier, il obtient en 1951 aux jeux panaméricains une médaille d'or pour le saut en équipe puis participe aux Jeux olympiques d'été de 1952 à Helsinki où il remporte une médaille d'argent en saut d'obstacles par équipe. 
En 1959, à Chicago, il participe de nouveau aux jeux panaméricains où il obtient une médaille d'or et une médaille de bronze. 
Honoré dans l'Ordre royal de Victoria par la reine Élisabeth II, il est titulaire de la médaille de la police du Pérou et de l'Équateur.

## Membre de la junte chilienne de gouvernement

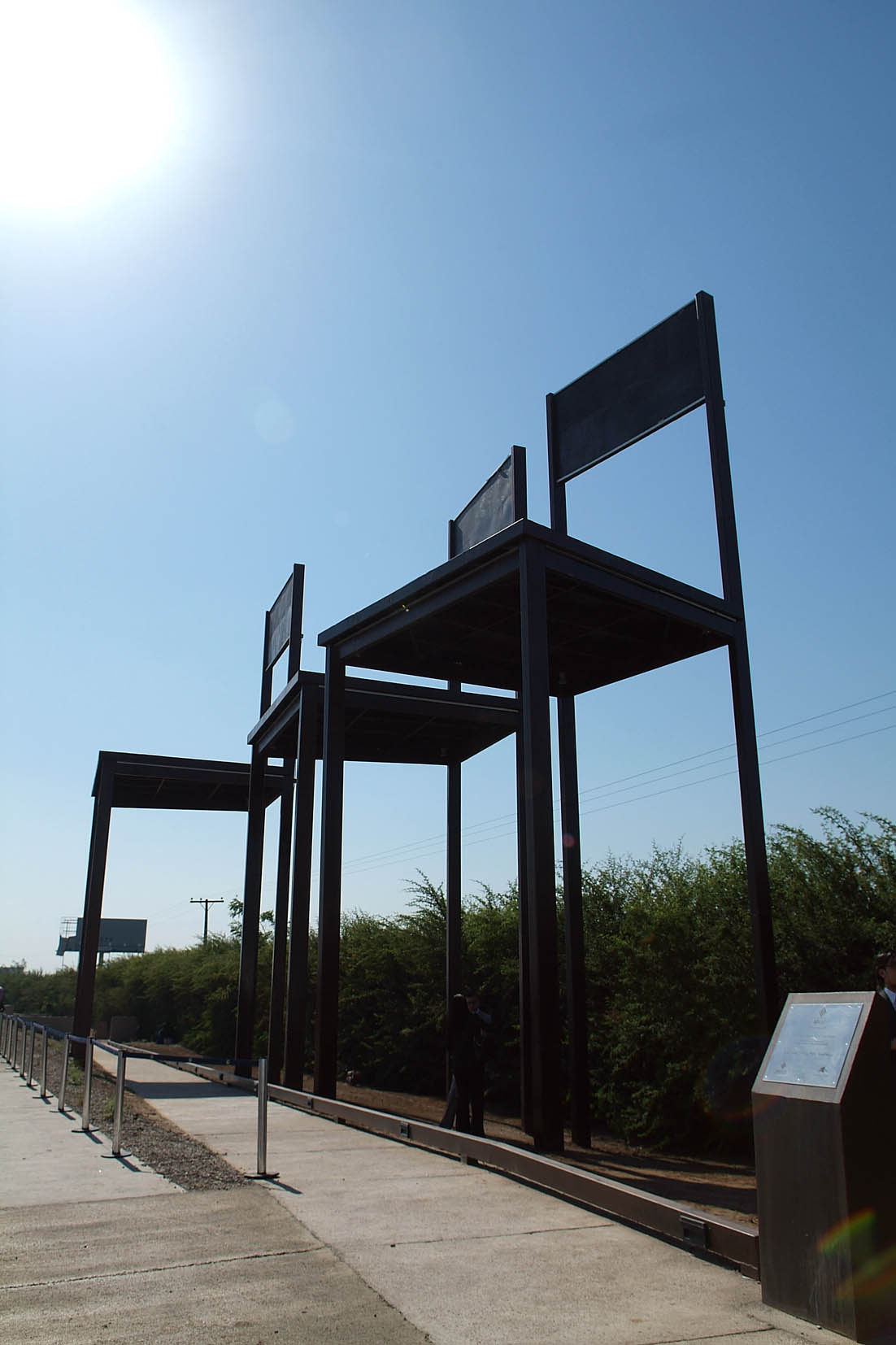
Monument commémoratif du Caso Degollados, dénommé Un lugar para la memoria, un Lieu pour la mémoire, construit à proximité de l'aéroport de Santiago où furent découverts les dépouilles des victimes.

En 1972, il est désormais général dans le corps des carabiniers et le quatrième officier supérieur dans l'ordre de commandement. 
Le 10 septembre 1973, il est invité par le général Gustavo Leigh à participer à un coup d'État visant à déposer le président chilien, le socialiste Salvador Allende. 
Le 11 septembre 1973, jour du Coup d'État qui renverse Salvador Allende, il obtient la démission de José María Sepúlveda (es), le directeur général des Carabiniers, qu'il remplace alors et devient le premier membre des Carabiniers à entrer dans un gouvernement du Chili.
En 1985, à la suite du Caso Degollados, l'assassinat d'enseignants communistes, José Manuel Parada, Manuel Guerrero et Santiago Nattino, retrouvés décapités, les Carabineros sont mis en cause aboutissant à la démission de ses fonctions au sein de la junte de Mendoza le 2 août 1985. Il est alors remplacé par le général Rodolfo Stange (en) qui le remplace comme général en chef des carabiniers.

## Dernières années
En 1987, il est cofondateur de l'université de Las Condes (es). Il meurt d'un cancer du pancréas en 1996.